# Calamaria sumatrana
Calamaria sumatrana — вид змій родини полозових (Colubridae). Ендемік Індонезії.

## Поширення і екологія
Calamaria sumatrana поширені на острові Суматра. Вони живуть у вологих рівнинних тропічних лісах, серед опалого листя, на висоті до 300 м над рівнем моря.